# Adolf Růžička
Adolf Růžička (19. června 1851 Stráž nad Nežárkou – 26. června 1941 Rožmitál pod Třemšínem) byl český praktický lékař, fotoamatér, člen samosprávy města a předseda Literárního kruhu v Rožmitále pod Třemšínem.

## Životopis
Adolf Růžička se narodil 19. června 1851 ve Stráži nad Nežárkou v okrese Jindřichův Hradec. Byl ženatý, jeho choť pocházela také ze Stráže nad Nežárkou. Není jasné kdy a jak přišel do Rožmitálu pod Třemšínem. Začal zde pracovat jako panský lékař na arcibiskupském statku, později působil jako železniční lékař a poté jako státní obvodní lékař. Nemocné léčil bez rozdílu na jejich společenské postavení a bedlivě sledoval lékařský pokrok i pokrok jiných vědních oborů. Záhy se zapojil do veřejného života. Působil v samosprávě města, jehož byl i po jedno volební období starostou (1906–1908) a byl též předsedou místní školní rady. Založil spolu s Františkem Stupkou ze Starého Rožmitálu spolek Literární kruh, jenž si vzal za cíl seznamovat své členy s dobrou českou literaturou jak časopiseckou, tak knižní. Spolek odebíral zejména beletristické časopisy jako byla Zlatá Praha, Světozor, Osvěta, ale i naučné – Vesmír, Říše vědy. Literární kruh pořádal přednášky i koncerty. V rámci spolku působil i pěvecký kroužek a „tamburášský“ sbor, pro který spolek opatřil nástroje a řadu hudebnin. Byly pořádány i výlety, ale veškerá činnost spolku ustala vypuknutím první světové války a po ní už nebyla obnovena. Dalším Růžičkovým přínosem bylo zasazení pamětní desky na budovu tehdejší obecné školy v roce 1888 ke stému výročí příchodu Jakuba Jana Ryby do Rožmitálu a úprava Rybova hrobu s postavením pomníku na hřbitově ve Starém Rožmitále. Růžička byl ve styku i s významnými osobnostmi, byl např. přítelem Františka Augustina Slavíka manžela vnučky Jakuba Jana Ryby Gabriely Rybové. Slavík právě na popud Adolfa Růžičky vydal roku 1888 cenný spis o životě a působení Jakuba Jana Ryby a v roce 1890 také spis Rožmitál a jeho okolí, ke kterému Růžička přidal některé příspěvky. Sám měl rozsáhlou knihovnu z níž je řada knih zachována v Podbrdském muzeu. Měl byt v Panském domě na náměstí odkud se odstěhoval do bytu patřícím továrně Ferrum. Jako penzista bydlel Adolf Růžička v domě č.p. 2, bývalé panské kovárně, kde je dnes Zámecká hospoda. Aktivně se zajímal o veřejný život i přesto, že byl v posledních letech života odkázán na vozík a péči pečovatelky. Zemřel 26. června 1941 a byl pochován v rodinné hrobce na městském hřbitově.

### Rodinný život
Dne 16. srpna 1881 se ve Stráži nad Nežárkou oženil s Albertinou, rozenou Rybičkovou. Měli spolu syna Karla (1883–1946) a dceru Bertu. Ovdověl v roce 1932.

## Fotoamatér
Adolf Růžička byl prvním fotoamatérem v Rožmitále pod Třemšínem. Početné fotografie datované od začátku 90. let 19. století jsou jeho nejvýznamnějším přínosem. Byly pořízené deskovým přístrojem formátu 13×18 cm, později přístrojem značky Steinheil z Mnichova formátu 9×12 cm, ve kterém se dalo použít 12 desek ze zvláštního zásobníku (měl rozměry 23,5×14,5×12,5 a vážil 2,25 kg).Tento přístroj se zachoval v Podbrdském muzeu. Fotografoval i při svých početných cestách za nemocnými, za kterými jezdil malým lehkým kočárem s kočím. Snímky sám vyvolával a kopíroval. Každou desku evidoval do sáčku s údajem o expozici, cloně, počasí i o vývojce. Zpracoval vše velmi solidně, proto i dnes můžeme pořídit velice kvalitní zvětšeniny, na kterých zachytil obraz města tehdejší doby. Například vyfotografoval přestavbu kostela na náměstí, původní vzhled Panského domu, následky velké povodně v roce 1895, požáry ve městě, automobilové nehody i stavbu železniční trati do Březnice a příjezd prvního vlaku.
Zásluhu na záchraně fotografických desek měl Václav Kotrbatý (1892–1967), tvůrce cenné heraldické sbírky v Podbrdském muzeu.

## Fotogalerie

Zámek Rožmitál, pohled od rybníka Kuchyňka
Domy na náměstí
František Blažek s uloveným jelenem na nádvoří rožmitálského zámku
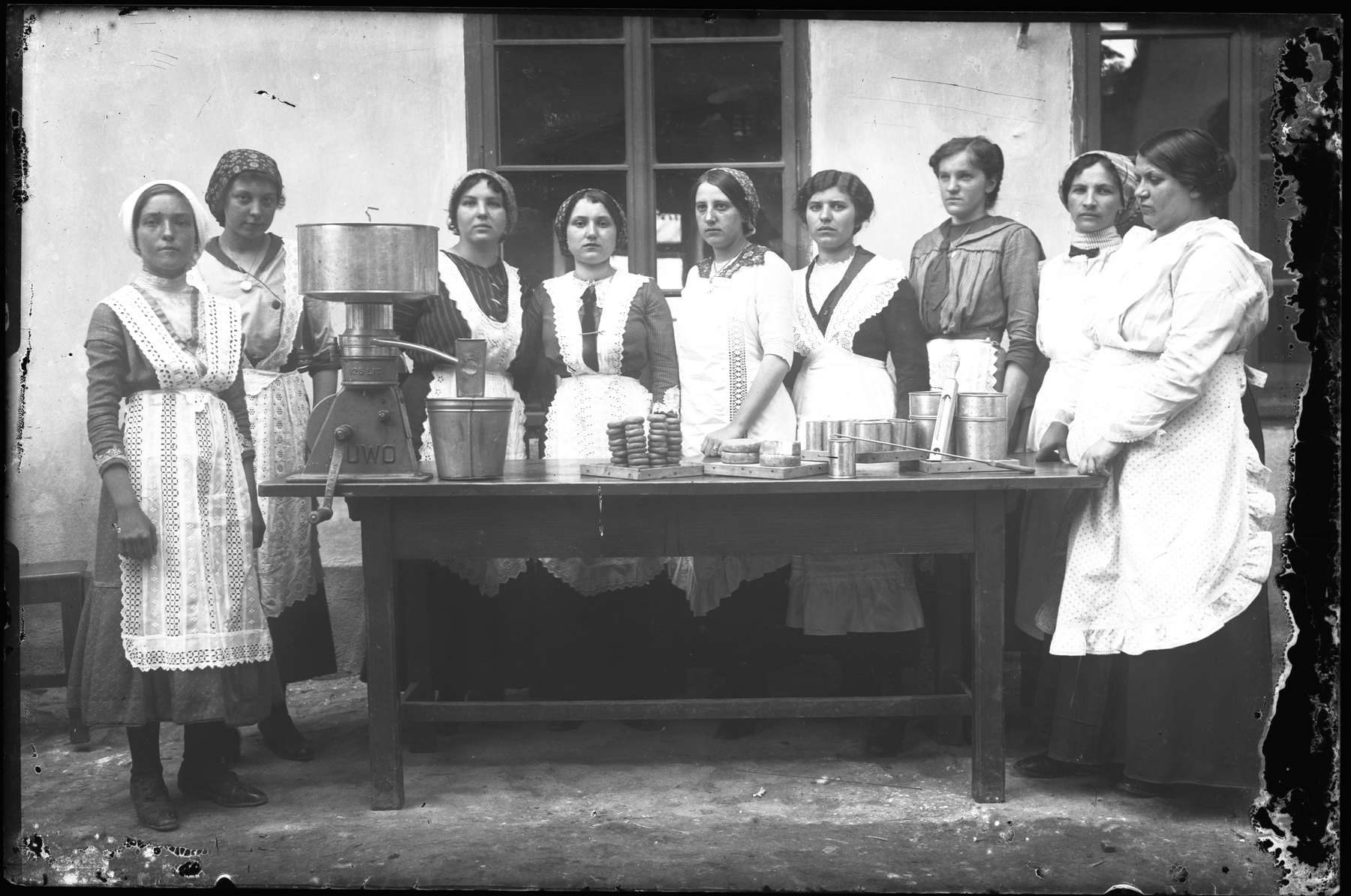
Kurz vaření
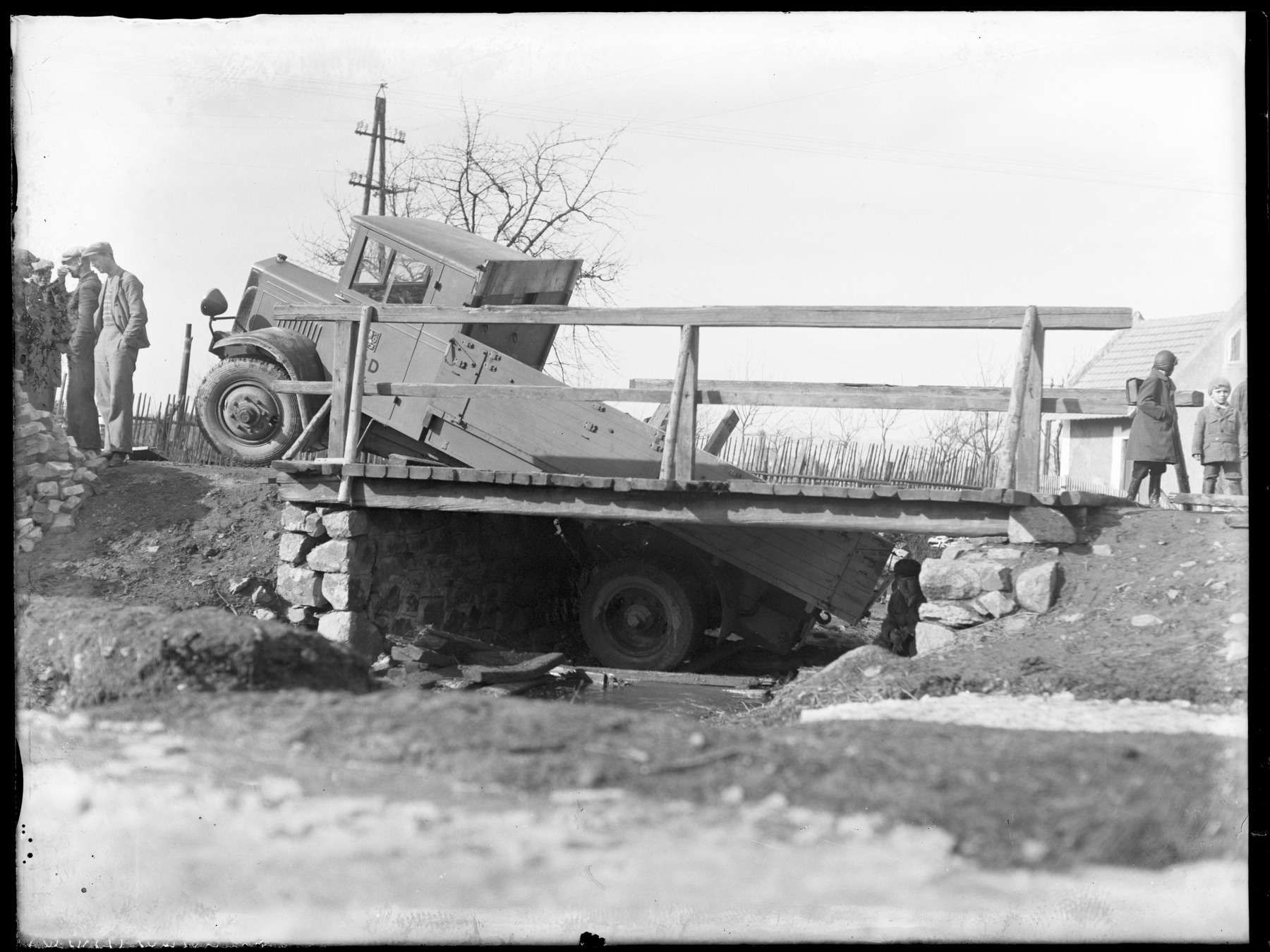
Nehoda v Rožmitále – Na Hořejších Drahách vezlo auto náklad cihel, dřevěný mostek tuto váhu neunesl (1934)
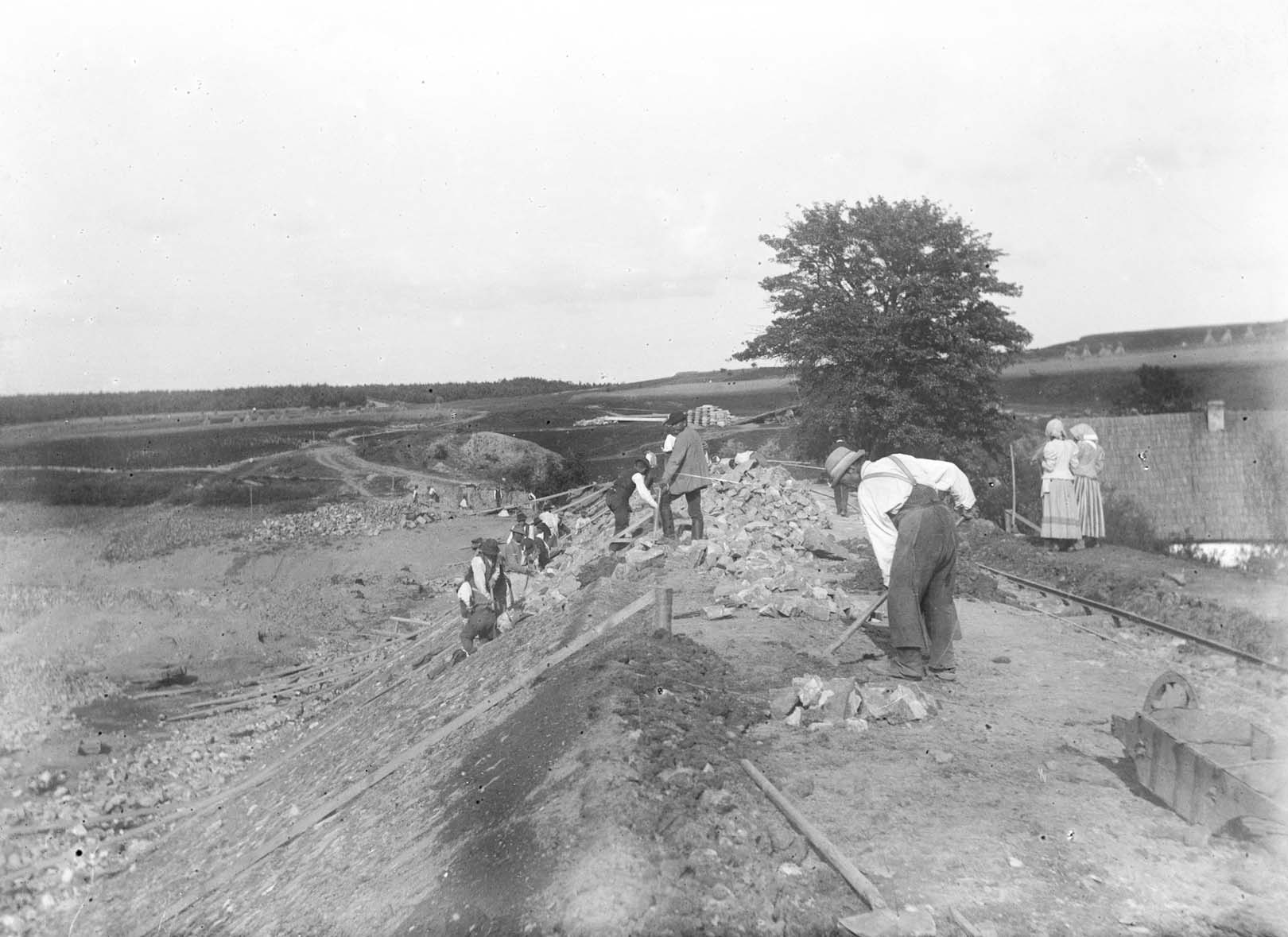
Stavba železnice v Rožmitále (1897)
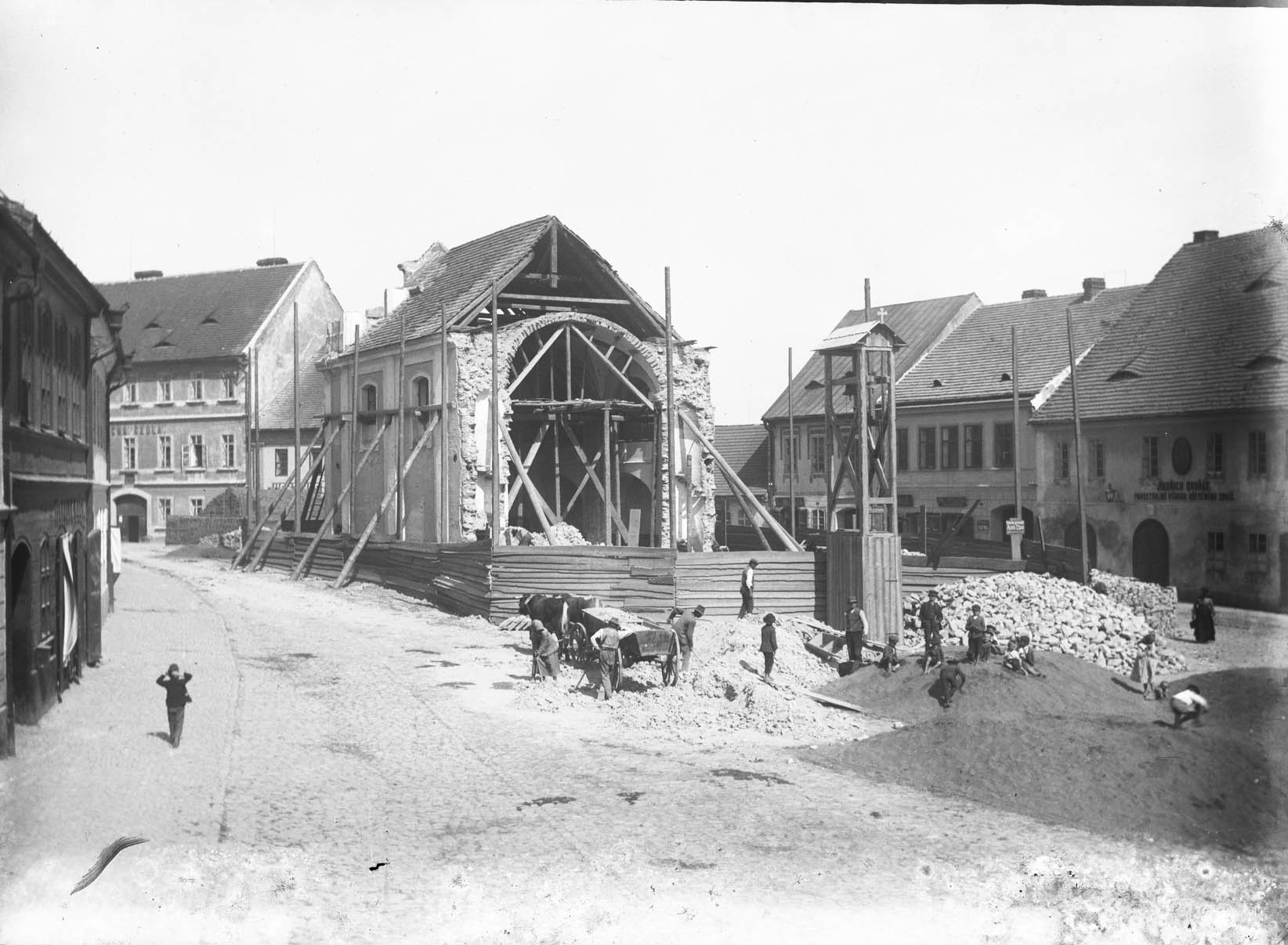
Přestavba kostela v Rožmitále (1904–1905)
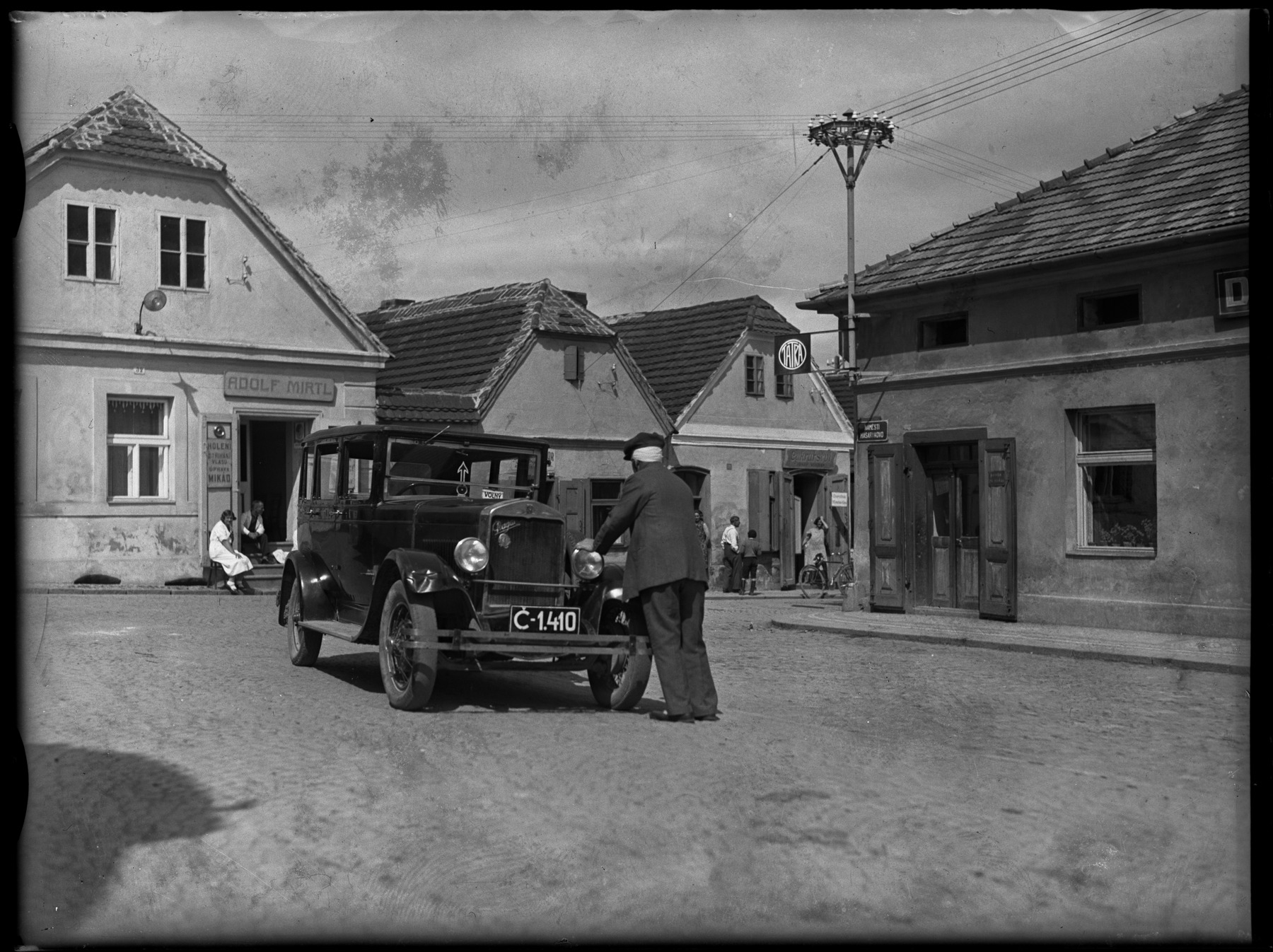
Automobil před hostincem Růžek (vpravo) na náměstí v Rožmitále